# Jeunesse laïque de Bourg-en-Bresse
Actualités
La Jeunesse laïque de Bourg-en-Bresse est un club français de basket-ball évoluant en première division du championnat de France, basé à Bourg-en-Bresse.

## Historique
Le club a été fondé en 1910 par Henri Mamet qui en sera le premier président. La création officielle de l'association date du 9 avril 1914. Initialement club omnisports, la section basket-ball ne sera créée qu'en 1937. L'année 1956 marque l'année du premier titre pour le club burgien avec le titre de champion de l'Ain. Cinq ans plus tard, en 1961, c'est au tour du premier titre national, qui est acquis par la Jeu en devenant champion de France UFOLEP face au club de Nantes.
Près de cinquante années plus tard, la Jeu entre dans le monde professionnel en 1996 après avoir accédé à la  2e division alors que le club évoluait au 5e échelon national en 1991.
En février 2014, le club a inauguré sa nouvelle salle, Ekinox, dotée des toutes dernières technologies (LED, cube...). La JL Bourg a pu réaliser le premier mapping vidéo pour le basket en Europe.
La JL Bourg a passé sept ans (2000 à 2007) en Pro A, puis sept ans en Pro B (2007 à 2014) et retrouve la Pro A à partir de septembre 2014.
Après une saison tronquée par les blessures, la Jeu est contrainte de retrouver la Pro B pour la saison 2015-2016. Elle remporte pour son premier titre la Leaders Cup de Pro B le 21 février 2016 en battant Boulazac (81-69) à Disney Events Arena.
La saison 2019-2020 de Jeep Élite est prématurément arrêtée au mois de mars 2020 en raison de la pandémie de Covid-19. Le 27 mai, la ligue annonce une saison blanche et la JL Bourg, alors 5e au moment de l'arrêt de la compétition, termine avec le meilleur bilan de son histoire ce qui lui ouvre une porte vers une potentielle première participation à une coupe d'Europe,. Le 15 juin, le club obtient officiellement une place pour participer à l'EuroCoupe 2020-2021.
Pour le premier match européen de son histoire, la Jeu se déplace à Istanbul pour affronter le Bahçeşehir Koleji (en). Emmenée par un très bon Danilo Anđušić qui marque 22 points à 4/5 à trois points et délivre 7 passes décisives en 24 minutes de jeu, elle remporte le match 99 à 82,. Une semaine plus tard, le club reçoit le Joventut Badalona à domicile. Malgré un bon début de match et une remontée dans le dernier quart-temps, la JL, mise en difficulté par le duo d'anciens Barcelonais Ribas et Tomić, s'incline 84 à 77,.

## Bilan par saison

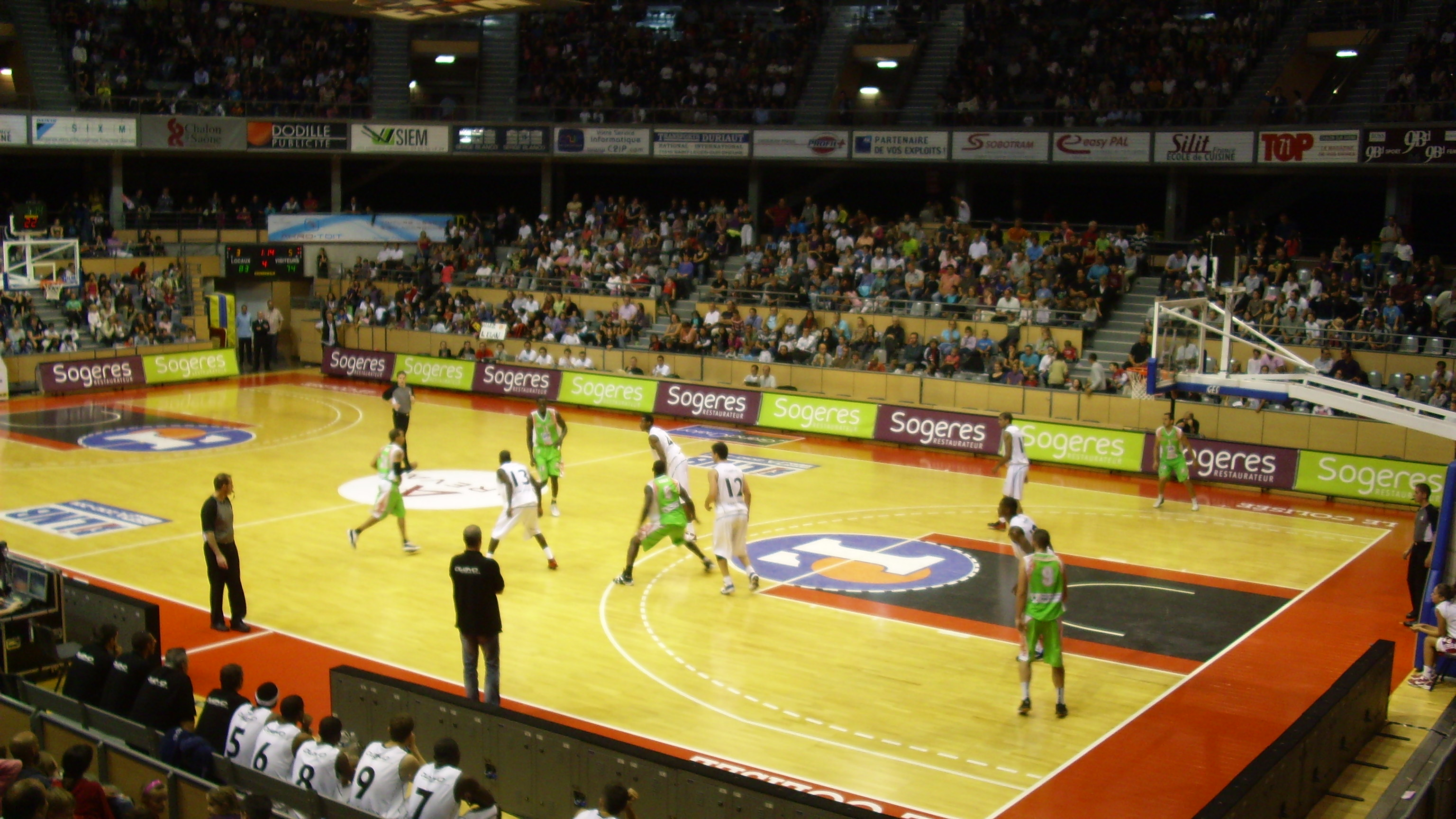
JL Bourg-en-Bresse en amical contre l'Élan Chalon en 2011.

Le club accède à la Nationale 2 en 1993-1994, division dont il devient champion au terme de la saison 1995-1996 ce qui lui assure l'accession à la Pro B.
Le club obtient son accession à la Pro A, plus haut niveau français, au terme de la quatrième saison passée en Pro B. Le club obtient de surcroît le titre de champion de France.
Le club dispute ensuite sept saisons dans l'élite, avec une participation aux play-offs lors de la saison 2004-2005. La saison suivante, Bourg dispute et perd la finale de la Semaine des As 2006 face au Mans.
À l'issue de la saison suivante, Bourg termine 17e et redescend en Pro B. Le club échoue à trois reprises dans sa tentative de retrouver l'élite lors des play-offs d'accession. Lors des deux saisons suivantes la JL ne se qualifie pas pour l'après-saison, synonyme d'échec pour l'un des plus gros budget de Pro B.
Lors de la saison 2013-2014, la JL Bourg se qualifie pour les Playoffs et obtient la meilleure position (2e). En battant Hyères-Toulon au premier tour, Évreux au troisième tour et Poitiers (en 2 manches) en finale, le club retrouve la Pro A sept ans après sa relégation.
Lors de la saison 2016-2017, le club est sacré champion de France et accède ainsi à la Pro A, le niveau ultime du basket-ball français.
| Saison    | Division      | Classement         | Autres compétitions                                                                        |
| --------- | ------------- | ------------------ | ------------------------------------------------------------------------------------------ |
| 1993-1994 | NM2           | Champion de France |                                                                                            |
| 1994-1995 | NM1           | 3e                 |                                                                                            |
| 1995-1996 | NM1           | Champion de France | 1/8e de finale en Coupe de France contre Villeurbanne                                      |
| 1996-1997 | Pro B         | 6e                 | 1/8e de finale en Coupe de France contre Limoges                                           |
| 1997-1998 | Pro B         | 3e                 | 1/8e de finale en Coupe de France contre Montpellier                                       |
| 1998-1999 | Pro B         | 4e                 | 1/4 de finale en Coupe de France contre Cholet, champion de France Espoirs                 |
| 1999-2000 | Pro B         | Champion de France |                                                                                            |
| 2000-2001 | Pro A         | 10e                |                                                                                            |
| 2001-2002 | Pro A         | 16e                |                                                                                            |
| 2002-2003 | Pro A         | 15e                | Gagnant de la Finale des barrages Pro A / Pro B                                            |
| 2003-2004 | Pro A         | 13e                |                                                                                            |
| 2004-2005 | Pro A         | 11e                | Première participation aux play-offs.                                                      |
| 2005-2006 | Pro A         | 12e                | Finaliste de la semaine des As à Dijon.                                                    |
| 2006-2007 | Pro A         | 17e                |                                                                                            |
| 2007-2008 | Pro B         | 2e                 | 1/2 de finale aux Play-Offs face à Poitiers.                                               |
| 2008-2009 | Pro B         | 3e                 | Demi-finale aux play-offs face à Poitiers.                                                 |
| 2009-2010 | Pro B         | 5e                 | 1/4 de finale aux play-offs face à Poitiers.                                               |
| 2010-2011 | Pro B         | 11e                | Non qualifié                                                                               |
| 2011-2012 | Pro B         | 9e                 | Non qualifié                                                                               |
| 2012-2013 | Pro B         | 8e                 | 1/4 de finale aux play-offs face à Pau.                                                    |
| 2013-2014 | Pro B         | 2e                 | Vainqueur des play-offs face à Poitiers                                                    |
| 2014-2015 | Pro A         | 17e                |                                                                                            |
| 2015-2016 | Pro B         | 5e                 | Vainqueur de la Leaders Cup de Pro B                                                       |
| 2016-2017 | Pro B         | Champion de France |                                                                                            |
| 2017-2018 | Pro A         | 9e                 |                                                                                            |
| 2018-2019 | Jeep Élite    | 9e                 | Finaliste de la Leaders Cup de Pro A                                                       |
| 2019-2020 | Jeep Élite    | 5e                 | 1/4 de finale de la Leaders Cup                                                            |
| 2020-2021 | Jeep Élite    | 5e                 | Éliminée au Top 16 de l'EuroCoupe                                                          |
| 2021-2022 | Betclic Élite | 11e                | Éliminée en phase régulière de l'EuroCoupe                                                 |
| 2022-2023 | Betclic Élite | 5e                 | Finaliste de la Leaders Cup, 8e de finale de EuroCoupe, demi-finaliste de la Betclic Élite |
| 2023-2024 | Betclic Élite | 4e                 | Finaliste de l'EuroCoupe, demi-finaliste de la Betclic Élite                               |
| 2024-2025 | Betclic Élite | 5e                 |                                                                                            |

## Palmarès
| Compétitions nationales | Compétitions internationales      |
| - Leaders Cup : - Finaliste : 2019 et 2023. - Semaine des As : - Finaliste : 2006. - Championnat de France de Pro B (2) : - Champion : 2000 et 2017. - Vainqueur des playoffs d'accession : 2014. - Leaders Cup de Pro B (1) : - Vainqueur : 2006. | - EuroCoupe : - Finaliste : 2024. |

## Effectifs

### Effectif actuel
Dernière mise à jour : 4 juillet 2022

## Entraîneurs successifs

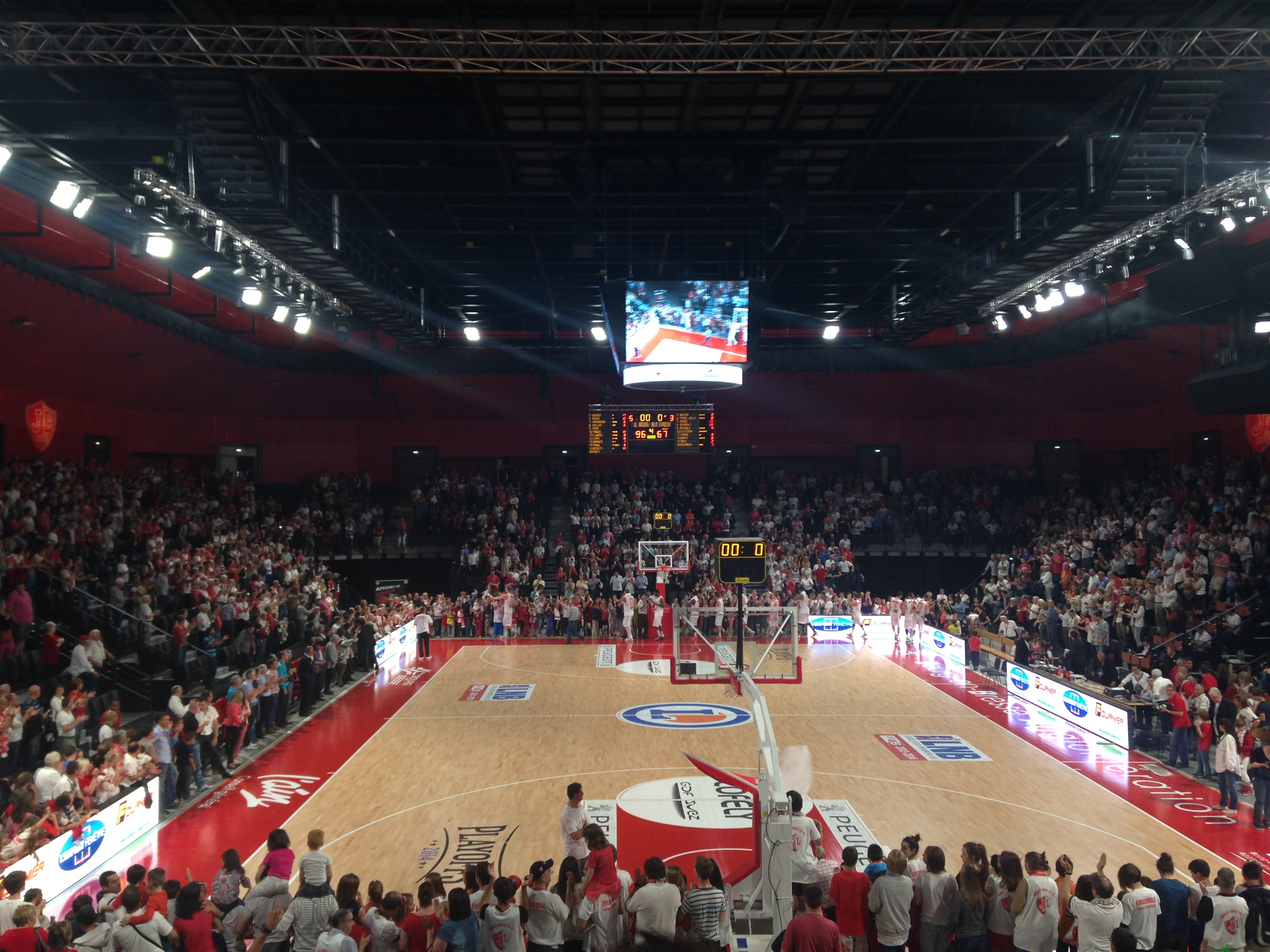
JL Bourg-en-Bresse en demi-finale des playoffs de Pro B contre l'ALM Évreux à Ekinox.

| Rang | Nom                 | Période                 |
| ---- | ------------------- | ----------------------- |
| 1    | Alain Thinet        | 1997-2001               |
| 2    | Pierre Murtin       | 2001-2003               |
| 3    | / Mike Gonsalves    | août 2003-novembre 2003 |
| 4    | Patrick Maucouvert  | novembre 2003-2004      |
| 5    | Frédéric Sarre      | 2004-2006               |
| 6    | François Peronnet   | août 2006-décembre 2006 |
| 7    | Nedeljko Asceric    | décembre 2006-juin 2007 |
| 8    | Jean-Michel Sénégal | 2007-2008               |
| 9    | Didier Dobbels      | 2008-2009               |
| 10   | Fabrice Courcier    | 2009-2012               |
| 11   | Frédéric Sarre      | 2012-janvier 2015       |
| 12   | Jean-Luc Tissot     | janvier 2015-juin 2015  |
| 13   | Christophe Denis    | 2015-mai 2016           |
| 14   | Gregor Beugnot      | mai 2016-juin 2016      |
| 15   | / Savo Vučević      | 2016-2021               |
| 16   | Laurent Legname     | 2021-2022               |
| 17   | Frédéric Fauthoux   | 2022-                   |

## Joueurs célèbres ou marquants

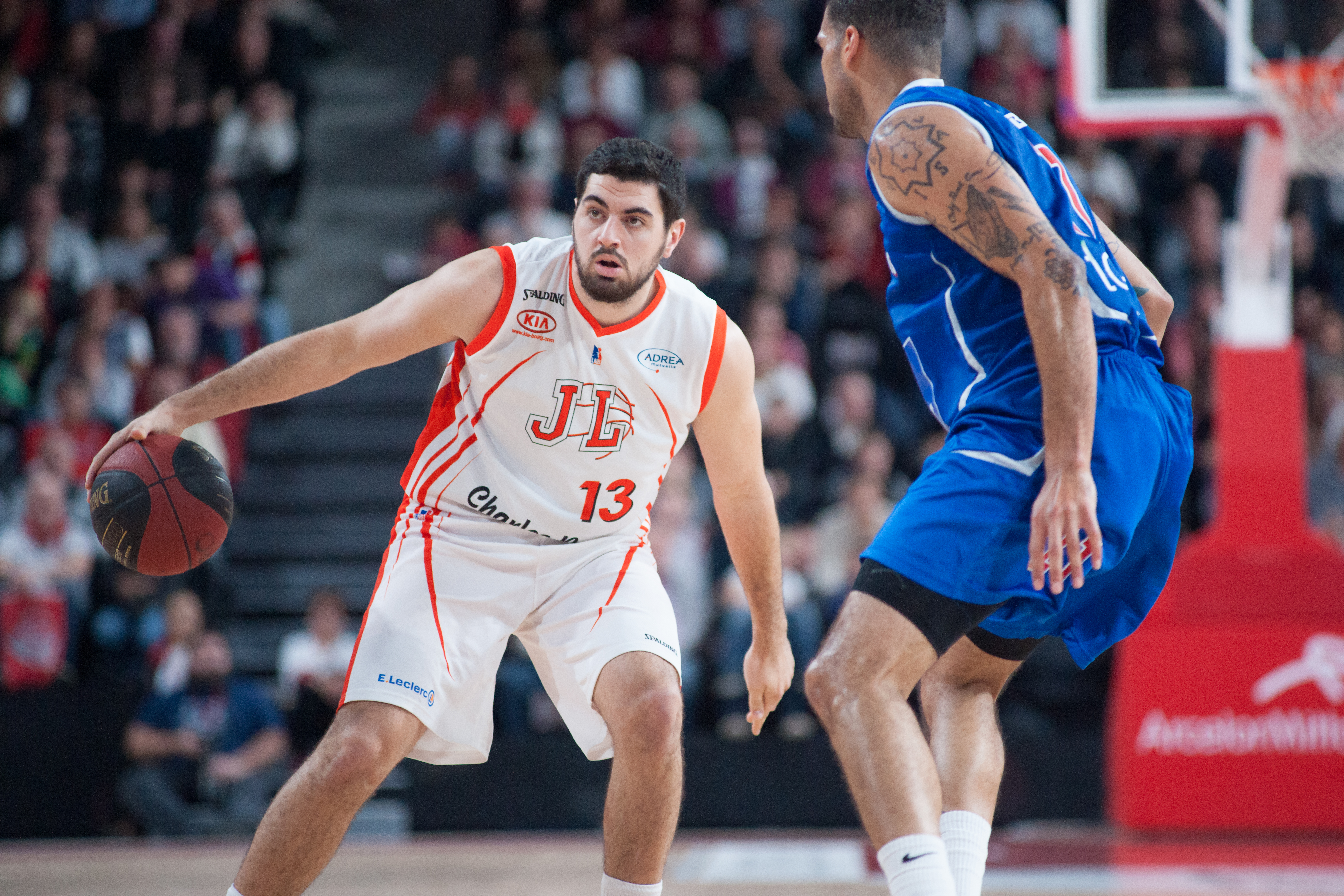
Jérome Sanchez en 2014.

| no | Nationalité | Nom                | Période   |
| -- | ----------- | ------------------ | --------- |
| 1  |             | Jean-Luc Tissot    | 1992-2002 |
| 2  |             | Xavier Boivin      | 1994-2001 |
| 3  |             | Antoine Diot       | 1994-2004 |
| 4  |             | Eric Nordmann      | 1994-1997 |
| 5  |             | Jérôme Monnet      | 1996-2001 |
| 6  | /           | Crawford Palmer    | 1996-1997 |
| 7  |             | Mohamed Sy         | 1996-2002 |
| 8  |             | Sébastien Lafargue | 1998-2003 |
| 9  |             | Lenzie Howell      | 2000-2002 |
| 10 |             | DeRon Hayes        | 2001-2002 |
| 11 |             | Dzenan Rahimic     | 2002-2003 |
| 12 | /           | Tariq Kirksay      | 2003-2004 |
| 13 |             | Victor Samnick     | 2003-2004 |
| 14 |             | Branko Sinđelić    | 2003-2007 |

| no | Nationalité | Nom                     | Période          |
| -- | ----------- | ----------------------- | ---------------- |
| 15 |             | Jérôme Schmitt          | 2004-2006        |
| 16 |             | Saddi Washington        | 2005             |
| 17 |             | Ludovic Chelle          | 2006-2009        |
| 18 |             | Andre Owens             | 2006-2007        |
| 19 |             | Charles-Henri Bronchard | 2007-2010        |
| 20 |             | Gary Chathuant          | 2007-2010        |
| 21 | /           | Boakai Lalugba          | 2007-2009        |
| 22 |             | Kareem Reid             | 2007-2008        |
| 23 |             | Justin Ingram           | 2008-2009        |
| 24 |             | Terrance Johnson        | 2008-2009        |
| 25 |             | Angelo Tsagarakis       | 2008 / 2010-2012 |
| 26 |             | Thomas Dubiez           | 2009-2010        |
| 27 |             | Kelvin Howell           | 2006-2007        |
| 28 |             | Jonathan McClark        | 2009-2010        |
|    |             |                         |                  |

| no | Nationalité | Nom              | Période             |
| -- | ----------- | ---------------- | ------------------- |
| 29 |             | Cédric Ferchaud  | 2010-2012           |
| 30 |             | Moses Sonko      | 2011-2013           |
| 31 |             | Jesse Delhomme   | 2010-2013           |
| 32 |             | Simon Darnauzan  | 2013-2015           |
| 33 |             | Devin Booker     | 2013-2015           |
| 34 |             | John Flowers     | 2013-2015           |
| 35 |             | O'Darien Bassett | 2013-2015           |
| 36 |             | Jérôme Sanchez   | 2010-2015           |
| 37 |             | Kevin Corre      | 2010-2011/2013-2015 |
| 38 |             | Guillaume Yango  | 2013-2015           |
| 39 |             | Philippe Braud   | 2012-2017           |
| 40 |             | Zachery Peacock  | 2015-2021           |
| 41 |             | Maxime Courby    | 2015-               |
| 42 |             | Garrett Sim      | 2016-2020           |
|    |             |                  |                     |

| no | Nationalité | Nom                | Période   |
| -- | ----------- | ------------------ | --------- |
| 43 | /           | Zack Wright        | 2018-2021 |
| 44 |             | Zaccharie Risacher | 2023-2024 |

## Structures du club

### Identité du club

#### Couleurs
Originellement, les joueurs portaient des maillots rouges et blancs. Cependant, en 2003, les basketteurs de Bourg commencent à évoluer sous la couleur verte. L'année 2013 marque un retour aux couleurs initiales.

#### Logos

Logo de 1947 à 1997
Logo de 1997 à 2003
Logo de 2003 à 2013
Logo de 2013 à 2017
Logo actuel

#### Équipementiers
| Période           | Équipementier | Réf.   |
| ----------------- | ------------- | ------ |
| 2013/07 – 2021/07 | Spalding      | [ 18 ] |
| 2021/07 – 2025    | Nike          | [ 18 ] |

### Structures sportives
Le club jouait ses matches à la salle Amédée Mercier jusqu'au 24 janvier 2014, date à laquelle la Jeu a inauguré sa venue à Ekinox par une victoire 91-64 face à Aix-Maurienne.
| Salles               | Capacités    | Date                  |
| -------------------- | ------------ | --------------------- |
| Salle Amédée-Mercier | 2 286 places | jusqu'en janvier 2014 |
| Ekinox               | 3 548 places | depuis janvier 2014   |

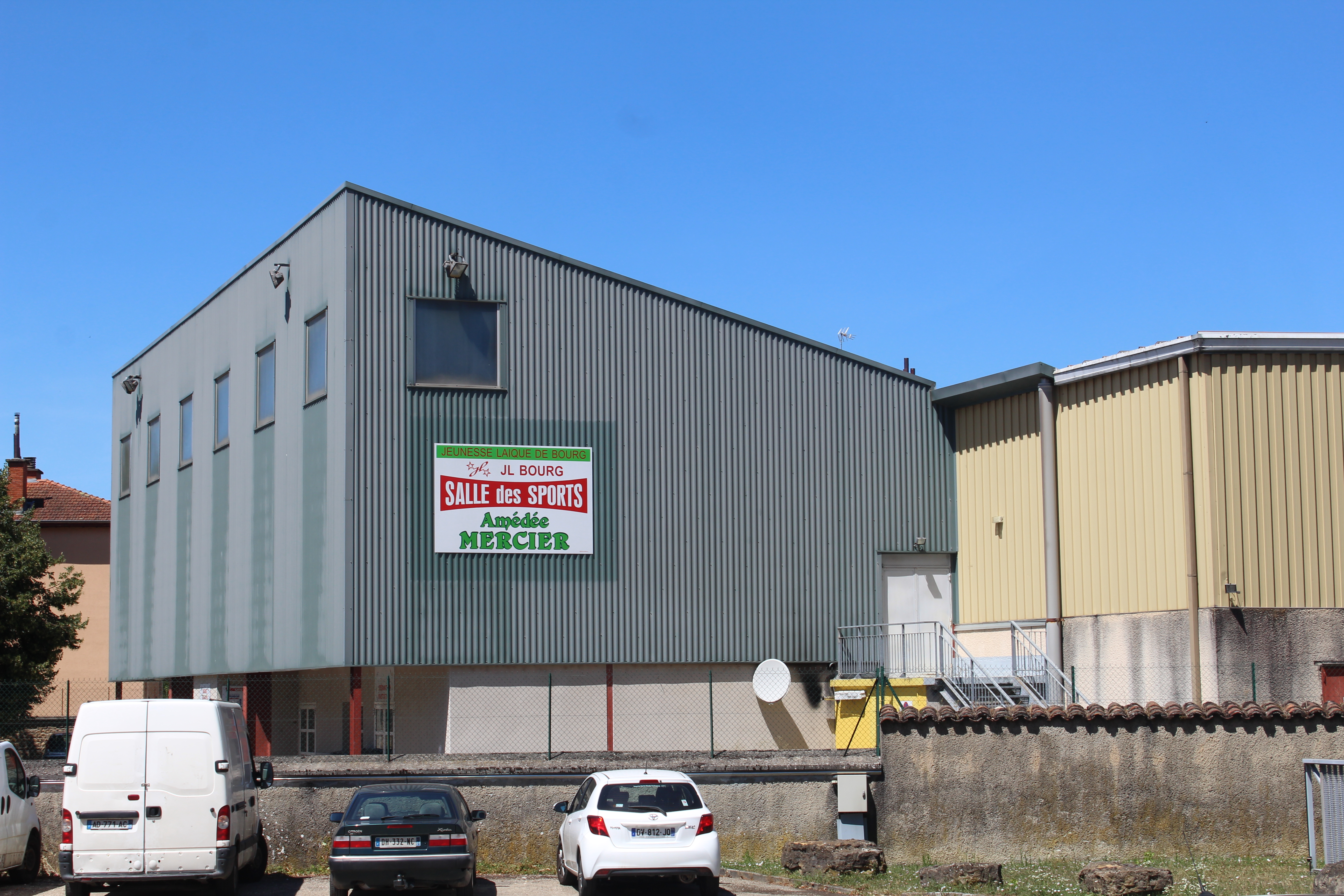
Salle Amédée-Mercier.
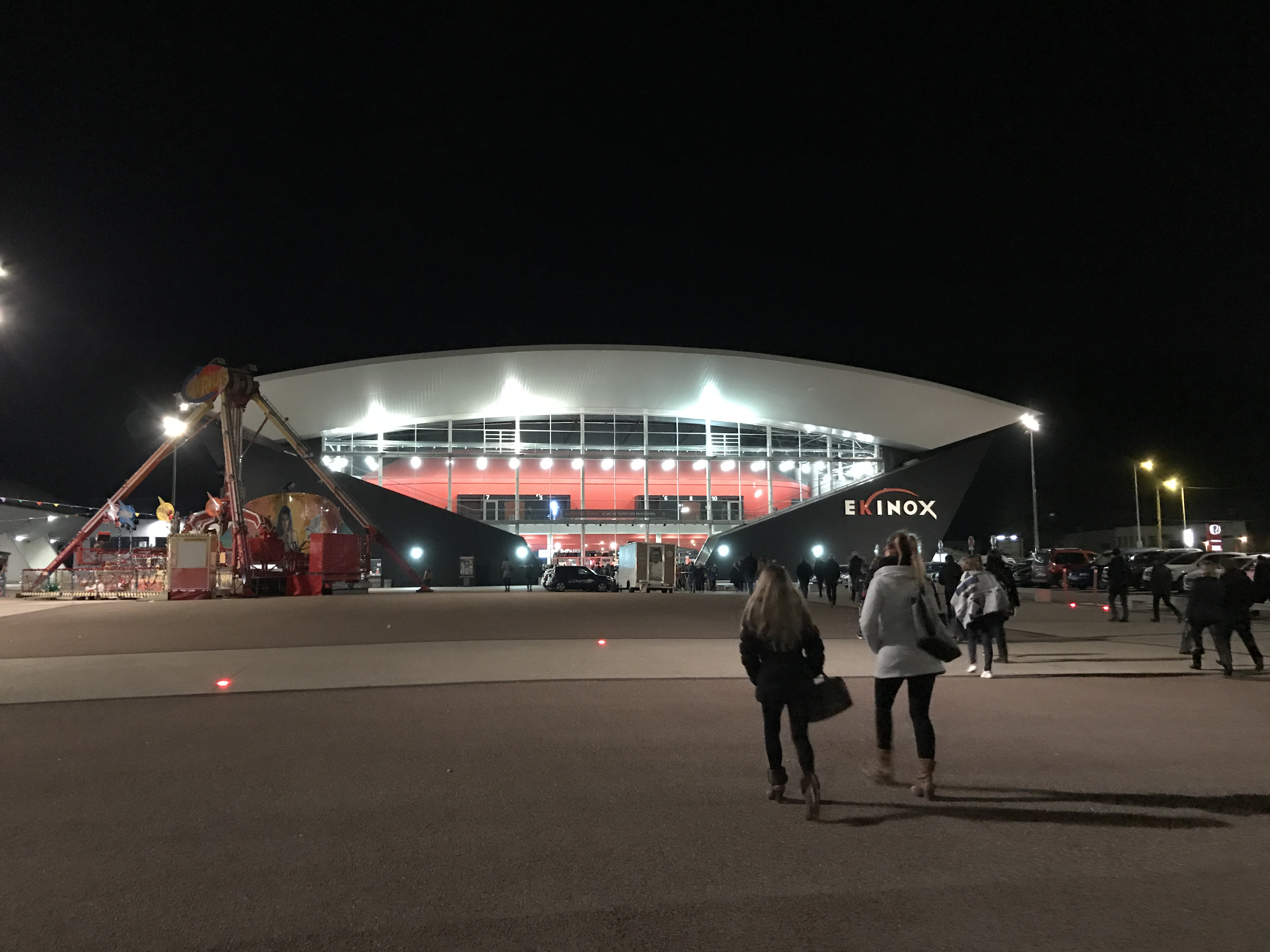
Ekinox, salle de la JL Bourg depuis 2014.